# Alexander Schamiljewitsch Melik-Paschajew

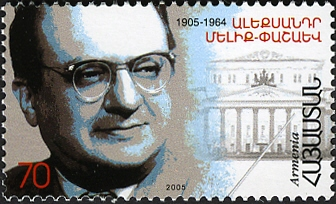
Armenische Briefmarke mit dem Konterfei von Melik-Paschajew

Alexander Schamiljewitsch Melik-Paschajew (russisch Александр Шамильевич Мелик-Пашаев; armenisch Ալեքսանդր Մելիք-Փաշայան; * 23. Oktober 1905 in Tiflis; † 18. Juni 1964 in Moskau) war ein russisch-armenischer Dirigent. 
Nach seinem Musikstudium am Konservatorium in Tiflis begann Alexander Melik-Paschajew seine Karriere als Korrepetitor und Dirigent am dortigen Theater. Er setzte seine Studien am Konservatorium in Leningrad fort und kehrte 1930 als Generalmusikdirektor an die Oper von Tiflis zurück. Ab 1931 arbeitete er als Dirigent am Bolschoi-Theater in Moskau, wo er 1953 zum Generalmusikdirektor ernannt wurde. Die Position hatte er bis 1962 inne, als er auf Betreiben der damaligen Ministerin für Volksbildung Jekaterina Furzewa aus unbekannten Gründen entlassen wurde.
Alexander Melik-Paschajew war ein bei den Ensemblemitgliedern des Bolschoi-Theaters beliebter und geachteter Dirigent. Er leitete dort mehr als 2000 Opern und Ballettvorstellungen. Für das Label Melodya dirigierte er zahlreiche Operneinspielungen, die heute als legendär gelten, darunter Boris Godunow, Krieg und Frieden, Pique Dame, Fürst Igor und Eugen Onegin.